# Tsuruyo Kondō
Pour les articles homonymes, voir Kondō.
Tsuruyo Kondō (近藤 鶴代, Kondō Tsuruyo) est une femme politique japonaise. Elle est l'une des premières femmes politiques du Japon d'après-guerre.

## Biographie

### Origines et études
Tsuruyo Kondō naît à Niimi dans la préfecture d'Okayama le 16 novembre 1901. En 1924, elle obtient un diplôme de l'Université des femmes du Japon et commence à travailler dans deux écoles d'Okayama, le Sanyo Koto Jogakko et l'Okayama-ken Daiichi Okayama Koto Jogakko.

### Carrière politique
En 1946, après la Seconde Guerre mondiale, Tsuruyo Kondō se présente à la place de son frère empêché aux élections de la Chambre des représentants, sans parti, pour représenter la préfecture d'Okayama. Elle est l'une des premières femmes politiques du Japon d'après-guerre. Après son élection, elle s'affilie au Parti libéral du Japon, puis au Parti démocrate libéral, puis au Parti libéral. En 1948, elle devient vice-ministre parlementaire dans le cabinet de Shigeru Yoshida,.
Tsuruyo Kondō obtient quatre fois une réélection, jusqu'à ce qu'elle perde les élections de 1953 et 1955. Elle revient à la politique lors de l'élection qu'elle brave à la Chambre des conseillers en 1956, représentante de la préfecture d'Okayama. Elle s'aligne dès lors sur la faction de Banboku Ōno au sein du Parti libéral démocrate,.
Après sa réélection en 1962, elle se voit offrir un poste au sein du cabinet de Hayato Ikeda en tant que présidente de la Commission japonaise de l'énergie atomique et directrice de l'Agence japonaise de la science et de la technologie,. Après Masa Nakayama, Tsuruyo Kondo est la deuxième femme nommée au cabinet japonais.

### Mort
Tsuruyo Kondō se retire de la politique en 1968. Elle meurt en 1970 à l'âge de 68 ans.